# Жуакин-Гомис
Жоакин-Гомис (порт. Joaquim Gomes)  —  муниципалитет в Бразилии, входит в штат Алагоас. Составная часть мезорегиона Восток штата Алагоас. Входит в экономико-статистический  микрорегион Мата-Алагоана.
Праздник города —  25 августа.